# Reichsbahn SG Bromberg
Die Reichsbahn Sportgemeinschaft Bromberg war während des Zweiten Weltkriegs ein deutscher Sportverein aus der Stadt Bydgoszcz (Bromberg) im besetzten Polen.

## Geschichte
Im Dezember 1939 fand in Bromberg das erste Fußballspiel seit dem Kriegsausbruch statt. Die Mannschaft des Reichsbahnausbesserungswerkes traf auf die Mannschaft der Albrecht-Dürer-Schule, das Ergebnis des Spiels ist leider unbekannt. Im Januar 1940 traf das Team der Reichsbahn auf die Mannschaft des Kabelwerkes Bromberg, die Reichsbahner siegten 6:2. In beiden Teams spielten fast ausschließlich ehemalige polnische Fußballer.
In der Saison 1942/43 wurde die Reichsbahn SG Bromberg Sieger der Staffel A des Bezirkes III (Bromberg), unterlag jedoch in den Aufstiegsspielen zur Gauliga Danzig-Westpreußen. Im November 1943 zog sich die Mannschaft vom Spielbetrieb zurück.

### Aufstiegsspiele
| Datum         | Heim         | Gast                   | Ergebnis |
| ------------- | ------------ | ---------------------- | -------- |
| 2. Mai 1943   | RSG Bromberg | Post-SG Gotenhafen     | 1:3      |
| 13. Juni 1943 | Danziger SC  | RSG Bromberg           | 2:1      |
| 20. Juni 1943 | SC Graudenz  | RSG Bromberg           | 6:1      |
| 27. Juni 1943 | Elbinger SV  | RSG Bromberg           | +0:0 a   |
| 11. Juli 1943 | RSG Bromberg | RSG Preußisch Stargard | 2:1      |
| 18. Juli 1943 | RSG Bromberg | Danziger SC            | 0:1      |

### Feldhandball
In der Saison 1943/44 spielte die Feldhandballmannschaft der RSG Bromberg um die Gaumeisterschaft von Danzig-Westpreußen, unterlag jedoch nach zwei Niederlagen und einer Spielwertung für die RSG dem LSV Rahmel.